# Lei da usura
Lei da usura é a denominação informal atribuída, no Brasil, ao Decreto 22 626.
Esta legislação, entre outros pontos, define como sendo ilegal a cobrança de juros superiores ao dobro da taxa legal (aquela cobrada pela fazenda nacional) ao ano (atualmente 12% A.A., conforme artigos 591 e 406 do Código Civil) bem a capitalização de juros (juros sobre juros).
É nomeado agiota a pessoa que empresta a juros maiores que os permitidos.
a Constituição de 1988 em seu artigo 192, expressamente previa a proibição de juros em patamar acima de 12% dentro do sistema financeiro nacional.
Este artigo nunca foi regulamentado (tratava-se de norma de eficácia contida) e foi revogado pela Emenda 40.

## História
A "Lei de Usura" foi aprovada no Brasil pelo Decreto 22 626 de 7 de abril de 1933  depois de um período de instabilidade econômica e política causada pela Crise internacional de 1929 e pela Revolução de 1930. A legislação anterior sobre o assunto era o Código Civil de 1916, escrito nos pressupostos do liberalismo e da estabilidade monetária que já não refletia a realidade que o mundo viveria a partir da Primeira Guerra Mundial. Assim, apesar de nos artigos 1 062 e 1 063 haver a fixação das taxas de juros em 6% ao ano e até o seu dobro, o dispositivo era contornado pela aplicação do artigo 1.262 que admitia juros abaixo ou acima da taxa legal. A Lei da Usura limitava a cobrança de juros às taxas do artigo 1 062 do Código Civil (máximo de 12%).
Logo após a emissão do Decreto surgiriam as primeiras polêmicas, principalmente no comércio bancário. Para contornarem as limitações dos juros, os banqueiros passaram a estipular comissões nos contratos de desconto, acatadas pelo Banco do Brasil mas combatidas no Judiciário  até que, por pressões internacionais após a Segunda Guerra Mundial, o assunto passasse à SUMOC - Superintendência da Moeda e Crédito e, depois, ao Banco Central. Mas outros setores como o de crédito, investimentos e o de locação de imóveis também buscaram contornar a limitação legal dos juros.
Assim, havia a corrente de que a lei se aplicava a negócios civis e não alcançava as instituições financeiras, uma vez que existia legislação específica, o que foi objeto de polêmica, mas plenamente pacificado na jurisprudência pátria.
Na área creditícia, por exemplo, havia o artifício do uso pelas Sociedades de Crédito e Financiamento (SCF) das chamadas "contas de participação" que permitiam obter remunerações bem maiores do que o limite de 12% da Lei de Usura. Consistia em substituir os depósitos de empréstimos por Sociedades em conta de participação (regulada pelos artigos 325 a 328 do Código Comercial de 1850) e com isso eram criados Fundos de Participação tendo as SCF's como sócios ostensivos e os clientes dos empréstimos como "sócios ocultos". Essas operações perduraram até meados da década de 1960, quando foram paulatinamente sendo substituídas pelo "sistema de letras de câmbio", que igualmente contornavam o limite de ganhos e evitavam os questionamentos legais que começaram a surgir e também tributações do imposto de renda.

## Polêmicas da revogação
O Decreto nº 22 626, de 7 de abril de 1933, limitou a taxa de juros contratuais a 12% ao ano e proibiu o anatocismo - cálculo de juros sobre juros.
No tocante às instituições integrantes do Sistema Financeiro Nacional ("SFN"), o Supremo Tribunal Federal, por meio de sua Súmula nº 596, há muito já fixou entendimento de que não se aplica a citada limitação de juros a 12% ao ano. O limite de 12% ao ano foi posteriormente previsto para as instituições integrantes do SFN no art. 192, § 3º, da Constituição Federal de 1988, mas o mesmo Supremo Tribunal tem decidido reiteradamente que tal disposição constitucional tem sua aplicação pendente de lei complementar disciplinadora do SFN (lei de eficácia limitada).
Quanto à vedação da capitalização dos juros, porém, a Súmula nº 121 do STF entende ser aplicável, mas não à instituições integrantes do SFN (vide súmula 596).
Ocorre que por meio de Decreto presidencial de 25 de abril de 1991, o citado Decreto nº 22 626/33, comumente denominado "Lei de Usura", foi expressamente revogado.
O Decreto de 25 de abril de 1991, por sua vez, foi derrogado pelo de 29 de novembro de 1991, que expressamente previu a represtinação da lei de usura. 
OBS: Não existe no sistema jurídico brasileiro uma "repristinação", ou seja, a revigoração de norma revogada automaticamente. É o que estipula o art. 2º, § 3º, da Lei de Introdução às Normas do Direito Brasileiro: "Salvo disposição em contrário, a lei revogada não se restaura por ter a lei revogadora perdido vigência.", que foi exceção que que ocorreu no caso (Art. 1º Fica sem efeito a revogação dos Decretos nºs: IV - 22.626...).
Há debate sobre se a lei de usura recepcionada como lei pela CF/88 sequer poderia ter sido extinta pela via do decreto executivo em 1º lugar, mas o resultado é o mesmo.
A LEI DE USURA NÃO FOI REVOGADA. Outrossim, não se pode concordar com a argumentação no sentido de que a Lei de Usura teria sido revogada pela Lei 4 594/64, tampouco com a afirmação de que o aludido diploma estaria a disciplinar o sistema financeiro em atendimento à parte final do caput do Art. 192, da Constituição de 1988.
A carta de 1988 tem princípios, fundamentos em que as funções de cada um dos três poderes ficou bem definida. A competência para legislar é exclusiva do Poder Legislativo. Por isto, impossível considerar tenha sido recepcionada pela Carta de 88 a Lei 4 595/64, muito especialmente diante do que dispõe o art. 25 do ADCT. No que tange a este detalhe, vale ressaltar que a Lei 4 595/64 outorga ao Conselho Monetário Nacional poderes para limitar as taxas de juros. Ora, revogados expressamente os dispositivos legais que atribuíam ou delegavam a órgãos do Poder executivo qualquer das matérias de competência do Congresso Nacional, como aceitar que uma lei (a 4595/64) pudesse por via direta ou indireta (por delegação ao Conselho Monetário Nacional), excluir as instituições financeiras da eficácia das normas vigentes, como a Lei da Usura? Revogada toda a legislação que delegou poderes legiferante a um órgão do Executivo (poder esse que é exclusivo do Congresso Nacional), está em pleno vigor a limitação das taxas de juros de 12% ao ano, prevista na Lei da Usura (Decreto 22.626/33).
Não bastasse o disposto no art. 11 do Decreto nº 22 626/33, suficiente para a nulidade de pleno direito da cláusula que estipula os juros acima do permissivo legal, incidem os Artigos 6º, V, 39, V e XI, e 51, IV e 1º, do CDC, geradores de idêntica conseqüência. Neste sentido temos a visão Magistrado MÁRCIO OLIVEIRA PUGGINA:
Apenas para ilustrar o entendimento, vale mencionar expressiva decisão do TARGS, assim ementada[12]: Ex vi do art. 1º. do Decreto n. 22 626 /33, c/c o art. 1.052 do CC brasileiro, do inc. IX do art. 4º. da Lei nº. 4 595/64 e do parágrafo 3º. do art. 192 da CF, os juros são de 12% ao ano ´.
Assim sendo, qualquer lei ou afirmação que dissesse que os Bancos não se submetem a Lei de Usura seria ilegal, pois que atacaria o princípio da lei maior, repetido em todas as nossas Cartas, que estabelece que ´ todos são iguais perante a lei (art. 5º. da CF). É desprovida de qualquer fundamentação, e até mesmo inverídica, a afirmação de que a Súmula nº 121 do STF foi posta abaixo. Primeiro, porque um Tribunal não revoga Súmula de outro. E, segundo, porque o acórdão aludido pelo Banco no bojo de Recurso Especial nº. 4 724.
EMENTA CONSTITUCIONAL Nº 40, de 29/05/2003
Torna a regulamentação por Lei Complementar sobre o Art. 192, da CF.
SÚMULA Nº 648, do STF, de 24/09/2003
Diz que: 
A norma do § 3º do artigo 192 da Constituição, revogada pela Emenda Constitucional nº 40/2003, que limitava a taxa de juros reais a 12% ao ano, tinha sua aplicação condicionada à edição de lei complementar.
SÚMULA VINCULANTE Nº 7, do STF, de 11/06/2008
Diz que:
A NORMA DO § 3º DO ART. 192 DA CONSTITUIÇÃO, REVOGADA PELA EMENDA CONSTITUCIONAL 40/2003, QUE LIMITAVA A TAXA DE JUROS REAIS A 12% AO ANO, TINHA SUA APLICABILIDADE CONDICIONADA À EDIÇÃO DE LEI COMPLEMENTAR.